# باشگاه فوتبال بنیادکار
باشگاه فوتبال بنیادکار یک تیم حرفه‌ای در ازبکستان است. مقر این تیم شهر تاشکند است. این باشگاه فصل ۲۰۰۷ لیگ ازبکستان را با کسب مقام دوم به پایان برد و در لیگ قهرمانان آسیا ۲۰۰۸ نیز تا مرحله نیمه نهایی صعود کرد. در همان سال این تیم از کروفچی به بنیادکار تغییر نام داد. این تغییر نام و تغییر ماهیت باعث افزایش موفقیتها و حرفه‌ای‌گری در این باشگاه شد.
این باشگاه تقریباً در سطح جهان ناشناخته بود تا این که مقامات این باشگاه تصمیم گرفتن با ساموئل اتوئو ستاره مطرح و مهاجم گلزن باشگاه بزرگ بارسلونا قرارداد امضا کند. هرچند این قرارداد امضا نشد ولی حضور این مهاجم سرشناس در تاشکند باعث قرار گرفتن نام این باشگاه در صدر اخبار جهانی شد. سه بازیکن بزرگ دیگر نیز از بارسلونا برای بازدید از این باشگاه وارد تاشکند شدند این سه بازیکن عبارتند از: آندرس اینیستا، کارلس پویول و فرانسسک فابرگاس. سرانجام این باشگاه توانست در ۴ شهریور ۱۳۸۷ با ریوالدو ستاره برزیلی و مهاجم باشگاه آ اک آتن برای دو فصل با مبلغ ۱۴ میلیون دلار به توافق برسد

## تاریخچه
بنیادکار در زبان فارسی تاجیکی به معنی بنیاد کننده و آفریننده است. این باشگاه در ۱۵ تیر ۱۳۸۴ با اسم نفت گاز منتاژ-کروفچی تأسیس شد که به‌طور خلاصه کروفچی نامیده می‌شد (در زبان ازبکی به معنی سازنده است). این باشگاه در سال ۲۰۰۵ در مسابقات منطقه‌ای تاشکند شرکت کرد و در همان سال به مرحله حذفی صعود به مسابقات دسته یک سراسری ازبکستان صعود کرد، لیگ درجه دوم ازبکستان. آن‌ها از این مرحله نیز صعود کردند و در اولین سال حضور خود با کسب ۲۷ برد از ۳۸ مسابقه و تنها با ۵ مساوی و ۶ شکست به مقام قهرمانی دست یافتن مربی این تیم خیکمت ایلشو بود. با این قهرمانی کروفچی در فصل ۲۰۰۸–۲۰۰۷ لیگ اول ازبکستان شرکت کرد. تا قبل از آن هیچ تیمی نتوانست بود با این سرعت و قدرت از یک دسته پایینتر به دسته‌ای بالاتر در فوتبال ازبکستان صعود کند.

### ورود بنیادکار به صحنه جهانی
در ۲۴ تیر ۱۳۸۷ وب گاه رسمی باشگاه بنیادکار خبری مبنی بر عقد قرارداد با ساموئل اتوئو ستاره کامرونی باشگاه بارسلونای اسپانیا بر خروجی خود قرارداد. این خبر توسط بابایوف سخنگوی باشگاه تأیید شد و اعلام شد این قرارداد در تاریخ ۲۷ تیر به مدت ۶ ماه ثبت خواهد شد. دلیل عقد این قرارداد هم رابطه خوب میان مدیران دو باشگاه اعلام شد. سخنگوی باشگاه بارسلونا این خبر را تاید نکرد و از انجام همچین توافق اظهار بی اطلاعی کرد.
در ۲۳ تیر ماه ۱۳۸۷ رادیو ماکسیما از ازبکستان اعلام کرد پیش‌بینی می‌شود ساموئل اتوئو و مربی بارسلونا برای صحبت با فدراسیون فوتبال ازبکستان و همکاری برای پیشرفت فوتبال پایه این کشور وارد تاشکند شوند. (بارسلونا و بنیاد کار یک قرارداد همکاری برای پیشرفت فوتبال پایه با هم دارند) یک روز بعد اتوئو اعلام کرد که در مورد پیوستن به کروفچی فکر خواهد کرد و نتیجه این موضوع در همان روز مقرر اعلام خواهد شد. مدت کوتاهی بعد کروفچی و بارسلونا اعلام کردند برای انجام یک بازی تدارکاتی در تاشکند با هم به توافق رسیدند و این تیم می‌تواند در نیوکمپ به تمرین بپردازد.
تا ۱۰ مرداد همچنان وضعیت اتوئو نامشخص بود و این باشگاه به دنبال این مهاجم کامرونی بود ولی در همین مدت اتوئو با دو پیشنهاد بزرگ از سوی دو باشگاه بزرگ میلان یعنی اینتر و آ ث میلان مواجه شد.
هرچند بنیادکار در بخدمت گرفتن اتوئو ناموفق بود ولی توانست پای دو برزیلی بزرگ را به تاشکند باز کند. این دو برزیلی یکی ریوالدو بود به عنوان هافبک و دیگری زیکو به عنوان مربی. ریوالدو که به پایان دوران بازیگری خود نزدیک می‌شود گفت: «این قرارداد یک پایان خوب برای دوران بازیگری من رقم خواهد زد» و از پیوستن به بنیادکار ابراز تمایل کرد .

## افتخارات
- ازبک لیگ:(۵) بار

۲۰۰۸ , ۲۰۰۹, ۲۰۱۰, ۲۰۱۱, ۲۰۱۳
- ازبک کاپ(جام حذفی):(۴) بار

۲۰۰۸, ۲۰۱۰, ۲۰۱۲, ۲۰۱۳
- سوپر جام ازبکستان:(۱) بار

۲۰۱۴
- لیگ قهرمانان آسیا:سه دوره حضور

نیمه نهایی (۲): ۲۰۰۸، ۲۰۱۲
۲۰۰۸نیمه نهایی
بنیاد کار در مرحله نیمه نهایی با آدلاید یونایتد از استرالیا برخورد کرد که در بازی رفت این تیم را ۱–۰ شکست داد و در بازی برگشت در استرالیا با حساب ۳–۰ شکست خورد.
۲۰۰۹ یک چهارم نهایی
با حساب ۵–۴ در دوبازی رفت و برگشت مقابل پوهانگ استیلرز کره جنوبی شکست خورد و از گردونه رقابت‌ها حذف شد.
۲۰۱۰
در این دوره از بازی‌ها تیم بنیادکار در گروه دو مسابقات با تیم‌های الاتحاد عربستان، ذوب آهن ایران و الوحده امارات همگروه شد.
۲۰۱۲ نیمه نهایی